# Communauté de communes des Quatre Vallées (Loiret)
Pour les articles homonymes, voir Communauté de communes des Quatre Vallées.
La communauté de communes des Quatre Vallées est une communauté de communes du département du Loiret en région Centre-Val de Loire, en France.  Créée en 1997 par regroupement des 17 communes du canton de Ferrières-en-Gâtinais, son périmètre comprend aujourd'hui 19 communes. Son siège est à Ferrières-en-Gâtinais.

## Histoire
La communauté de communes des Quatre Vallées (CC4V) est créée par arrêté préfectoral du 13 décembre 1996 avec effet au 1er janvier 1997. Au départ, elle était constituée de 17 communes : le Bignon-Mirabeau, Chevannes, Chevry-sur-le-Bignon, Corbeilles, Courtempierre, Dordives, Ferrières-en-Gâtinais, Fontenay-sur-Loing, Girolles, Gondreville-la-Franche, Griselles, Mignères, Mignerette, Nargis, Préfontaines, Sceaux-du-Gâtinais et Treilles-en-Gâtinais. La commune de Villevoques a intégré la CC4V au 1er janvier 2007 et la commune de Rozoy-le-Vieil au 1er janvier 2012.
Les statuts sont modifiés à de multiples reprises : le 2 juillet 1997, le 14 janvier 1999, le 28 septembre 2000, le 9 décembre 2003, le 3 février 2005, le 16 mars 2005, le 3 août 2006, le 28 octobre 2009, le 1er mars 2011, le 13 octobre 2011, le 21 décembre 2011e et le 18 octobre 2013.
À la fin des années 2000, plusieurs rapports font état de la multiplicité des acteurs dans le domaine de la gestion publique, de la faible lisibilité de l'organisation territoriale, de la parcellisation des compétences entre les différentes groupements communaux et de la complexité des financements. La réforme des collectivités territoriales de 2010 tente d'apporter une réponse à cette problématique avec la loi no  2010-1563 du 16 décembre 2010 qui définit trois objectifs principaux en ce qui concerne l'intercommunalité : achever la carte intercommunale d'ici au 31 décembre 2013, rationaliser les périmètres existants et simplifier l'organisation intercommunale actuelle. L'article 35 de la loi vise en particulier à constituer des EPCI à fiscalité propre capables de porter des projets communs de développement, regroupant au moins 5 000 habitants. La communauté de communes des Quatre Vallées n'est pas concernée et son périmètre demeure inchangé.
Toujours dans une perspective de renforcer les intercommunalités, la loi du 7 août 2015 portant nouvelle organisation territoriale de la République, dite loi NOTRe , augmente le seuil démographique minimal de 5 000 à 15 000 habitants, sauf exceptions. La communauté de communes des Quatre Vallées n'est une nouvelle fois pas concernée et son périmètre demeure inchangé. La loi change en outre les compétences obligatoires et optionnelles des communautés de communes, ce qui a par contre un impact sur les compétences de la communauté de communes des Quatre Vallées.
Le 1er janvier 2025, Bordeaux-en-Gâtinais intègre la communauté de communes en provenance de la communauté de communes du Pithiverais-Gâtinais.

## Géographie

### Géographie physique
Située au nord-est du département du Loiret, la communauté de communes des Quatre Vallées (Loiret) regroupe 19 communes et présente une superficie de 286,9 km2.

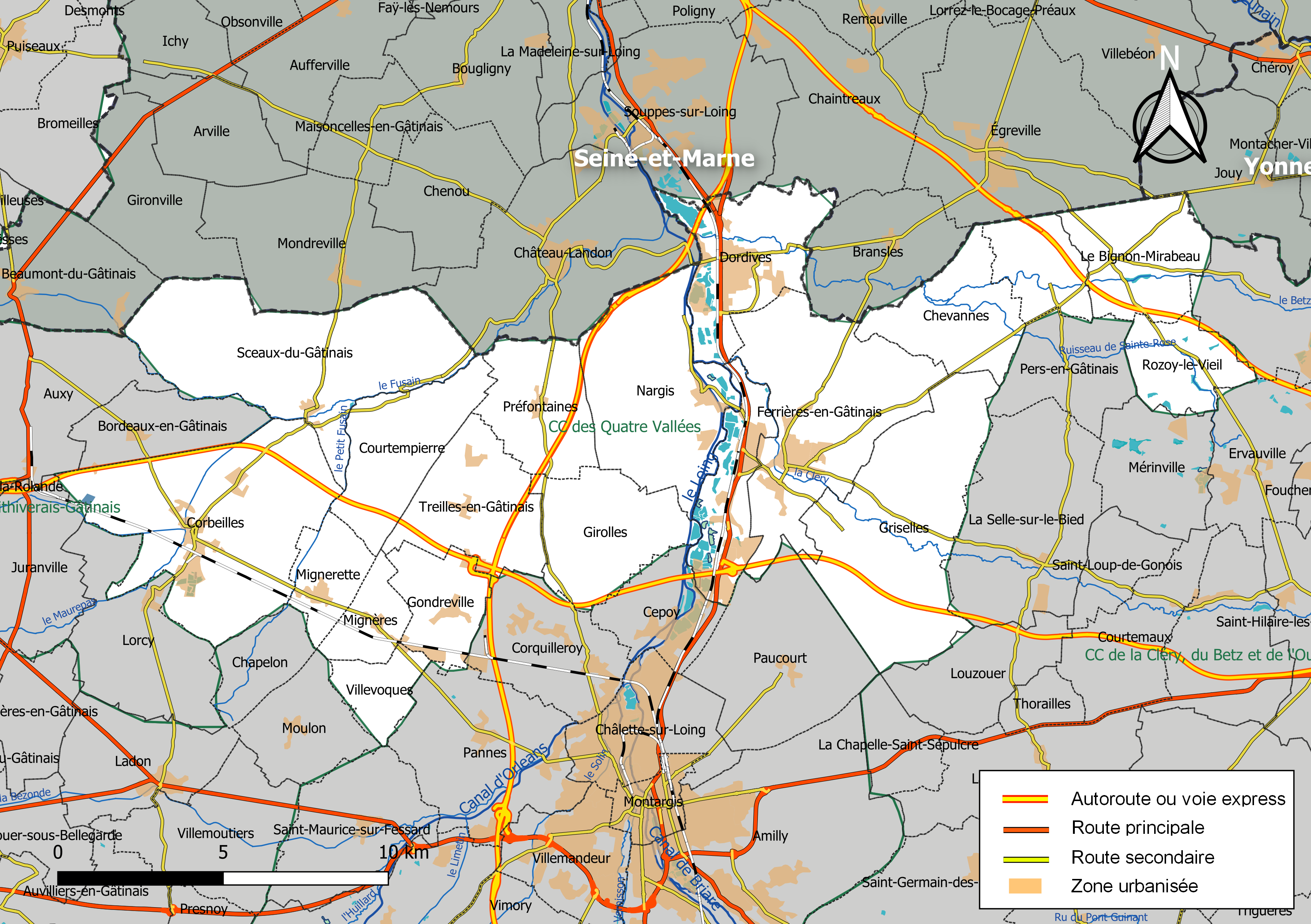
Carte de la communauté de communes des Quatre Vallées (Loiret) au 1er janvier 2019.

### Composition

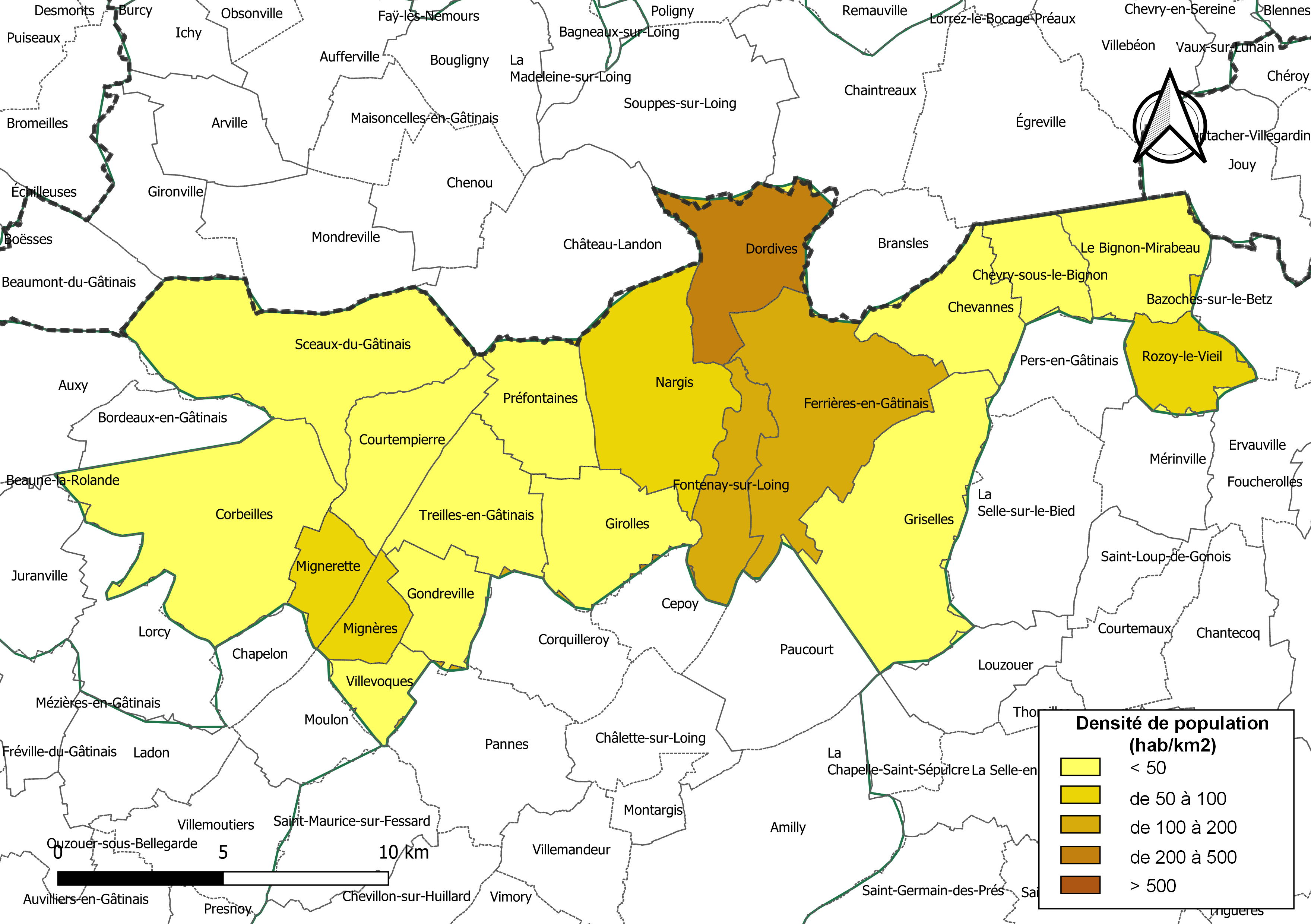
Carte des densités de population (millésimée 2016) des communes de la communauté de communes des Quatre Vallées (Loiret). Composition en communes au 1er janvier 2019.

La communauté de communes des Quatre Vallées est la première communauté de communes à avoir été créée dans l'arrondissement de Montargis le 13 décembre 1996. Elle comportait alors les 17 communes du canton de Ferrières-en-Gâtinais. La commune de Villevoques du canton de Châlette-sur-Loing l'a rejointe le 1er janvier 2007. La commune de Rozoy-le-Vieil du canton de Courtenay l'a rejointe le 1er janvier 2012. Elle est ainsi composée de 19 communes et possède en 2021 une population municipale de 17 150 et une superficie de 286,9 km2.
La communauté de communes est composée des 19 communes suivantes :

| Nom                           | Code Insee | Gentilé         | Superficie (km2) | Population (dernière pop. légale) | Densité (hab./km2) |
| ----------------------------- | ---------- | --------------- | ---------------- | --------------------------------- | ------------------ |
| Ferrières-en-Gâtinais (siège) | 45145      | Ferriérois      | 27,32            | 3 794 (2022)                      | 139                |
| Le Bignon-Mirabeau            | 45032      | Bignonais       | 12,83            | 307 (2022)                        | 24                 |
| Bordeaux-en-Gâtinais          | 45041      | Roucois         | 9,46             | 107 (2022)                        | 11                 |
| Chevannes                     | 45091      | Chevannois      | 11,99            | 319 (2022)                        | 27                 |
| Chevry-sous-le-Bignon         | 45094      | Chevriots       | 7,4              | 228 (2022)                        | 31                 |
| Corbeilles                    | 45103      | Corbeillois     | 32,62            | 1 579 (2022)                      | 48                 |
| Courtempierre                 | 45114      | Courtempierrois | 13,3             | 214 (2022)                        | 16                 |
| Dordives                      | 45127      | Dordivois       | 15,18            | 3 257 (2022)                      | 215                |
| Fontenay-sur-Loing            | 45148      | Fontenaysiens   | 9,73             | 1 677 (2022)                      | 172                |
| Girolles                      | 45156      | Girollois       | 13,9             | 599 (2022)                        | 43                 |
| Gondreville                   | 45158      | Gondrevillois   | 8,07             | 329 (2022)                        | 41                 |
| Griselles                     | 45161      | Grisellois      | 30,32            | 818 (2022)                        | 27                 |
| Mignères                      | 45206      | Mignérois       | 5,12             | 314 (2022)                        | 61                 |
| Mignerette                    | 45207      | Mignerettois    | 6,21             | 357 (2022)                        | 57                 |
| Nargis                        | 45222      | Nargissiens     | 22,27            | 1 441 (2022)                      | 65                 |
| Préfontaines                  | 45255      | Pratifontains   | 11,75            | 429 (2022)                        | 37                 |
| Rozoy-le-Vieil                | 45265      | Rozetains       | 8,14             | 398 (2022)                        | 49                 |
| Sceaux-du-Gâtinais            | 45303      | Scéléens        | 31,72            | 613 (2022)                        | 19                 |
| Treilles-en-Gâtinais          | 45328      | Treillois       | 13,97            | 294 (2022)                        | 21                 |
| Villevoques                   | 45343      | Villevoquois    | 5,06             | 196 (2022)                        | 39                 |

## Démographie
| 1968  | 1975  | 1982   | 1990   | 1999   | 2010   | 2015   | 2021   |
| ----- | ----- | ------ | ------ | ------ | ------ | ------ | ------ |
| 9 286 | 9 926 | 11 257 | 13 108 | 14 514 | 16 563 | 17 324 | 17 150 |

## Administration
La communauté de communes est administrée par un conseil de communauté de 45 membres. Le conseil est placé sous l’autorité d’un président, élu par le Conseil de Communauté, pour une durée de 6 ans, secondé par 9 vice-présidents.

### Exécutif
Le président est l’organe exécutif de la communauté d'agglomération. Il prépare et exécute les délibérations de l'organe délibérant de l'établissement public de coopération intercommunale.
Il est l'ordonnateur des dépenses et prescrit l'exécution des recettes de l’EPCI. Il est seul chargé de l'administration, mais peut déléguer l'exercice d'une partie de ses fonctions et donner délégation de signature. Il est en outre le chef des services de l’EPCI.
La communauté de communes des Quatre Vallées est présidée par Gérard Larcheron, maire de Ferrières-en-Gâtinais, depuis 2018.
| Période                                  | Période      | Identité         | Étiquette | Qualité                                     |
| ---------------------------------------- | ------------ | ---------------- | --------- | ------------------------------------------- |
| 1997                                     | 2008         | René Alaux       | DVG       | Conseiller général du département du Loiret |
| avril 2008                               | 2018 (décès) | Georges Gardia   | DVG       | Maire de Corbeilles (2002-2018)             |
| 2018                                     | En cours     | Gérard Larcheron | DVD       | Maire de Ferrières-en-Gâtinais depuis 2008  |
| Les données manquantes sont à compléter. |              |                  |           |                                             |

Le bureau du conseil de communauté est composé du président, de 9 vice-présidents et d'un secrétaire. Il se réunit et délibère dans les domaines pour lesquels il a reçu délégation du conseil de communauté.

### Conseil de communauté
| Commune               | Administration      | Administration |
| Commune               | Maire élu           | Nb délégués    |
| --------------------- | ------------------- | -------------- |
| Le Bignon-Mirabeau    | Jean-Luc D'Haeger   | 2              |
| Chevannes             | Antoine Felix       | 2              |
| Chevry-sous-le-Bignon | Jean-Michel Bouquet | 2              |
| Corbeilles            | Georges Gardia      | 3              |
| Courtempierre         | Pierre Delion       | 2              |
| Dordives              | Jean Berthaud       | 4              |
| Ferrières-en-Gâtinais | Gérard Larcheron    | 4              |
| Fontenay-sur-Loing    | Didier Devin        | 3              |
| Girolles              | Jacquie Grisard     | 2              |
| Gondreville           | Rémi Durand         | 2              |
| Griselles             | Gérard Guidat       | 2              |
| Mignères              | Eric Buttet         | 2              |
| Mignerette            | Jacky Berton        | 2              |
| Nargis                | Patrick Rigault     | 3              |
| Préfontaines          | Michel Harang       | 2              |
| Rozoy-le-Vieil        | Jacques Lassoury    | 2              |
| Sceaux-du-Gâtinais    | Chantal Pontleve    | 2              |
| Treilles-en-Gâtinais  | Henri Molinier      | 2              |
| Villevoques           | Daniel Melzassard   | 2              |

## Compétences
- Aménagement de l'espace communautaire
- Développement et aménagement économique
- Développement et aménagement social et culturel
- Environnement
- Logement et habitat
- Sanitaires et social

## Historique
- 13 décembre 1996 : création de la communauté de communes